# Lui au caveau des élégants
Pour plus de détails, voir Fiche technique et Distribution.
Lui au caveau des élégants (Young Mr. Jazz) est un film américain réalisé par Hal Roach, sorti en 1919.

## Fiche technique
- Titre original : Young Mr. Jazz
- Titre français : Lui au caveau des élégants
- Réalisation : Hal Roach
- Pays d'origine : États-Unis
- Format : Noir et blanc - 1,33:1 - Film muet
- Genre : comédie, court métrage
- Durée : 10 minutes
- Date de sortie : 1919

## Distribution
- Harold Lloyd : Harold
- Snub Pollard : Snub
- Bebe Daniels : la fille